# Алёшков, Сергей Андреевич
Сергей Андреевич Алёшков (Алёшкин) (15 февраля 1936; Грынь, Западная область — 1 февраля 1990, Челябинск) — участник Великой Отечественной войны, гвардии рядовой, воспитанник (сын полка) 142-го гвардейского стрелкового полка 47-й гвардейской стрелковой дивизии. Принимал участие в Сталинградской битве, был самым юным защитником Сталинграда.

## Биография
До Великой Отечественной войны Серёжа Алёшков вместе с семьёй жил в лесной деревне Грынь Западной области РСФСР (ныне — Ульяновский район Калужской области). Отец Сергея Алёшкова умер ещё до войны, оставив сиротами четверых детей — Ивана, Андрея, Петра и самого младшего — Сергея.
Когда осенью 1941 года область была занята гитлеровцами, деревня стала базой партизанского отряда, а её жители — партизанами, в их числе, мать Серёжи и его старший брат десяти лет Петя, которые на одном из заданий были схвачены гитлеровцами. После пыток Петя был повешен, а пытавшаяся спасти сына мать была застрелена гитлеровцем. В августе 1942 года партизанская база в деревне была атакована гитлеровцами. Жители спасались бегством, во время которого Сергей потерялся. Спустя несколько дней в истощённом состоянии был найден разведчиками 142-го гвардейского стрелкового полка 47-й гвардейской стрелковой дивизии и перенесён через линию фронта.

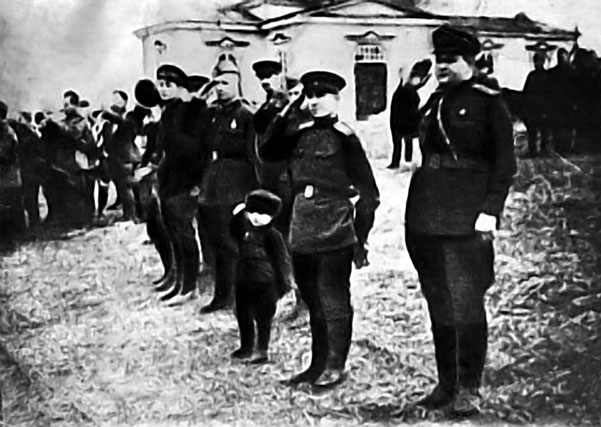
Сергей Алёшков во время награждения

В расположении советских войск Сергей по малолетству перепутал свою фамилию и назвался Алёшкиным. 8 сентября 1942 года был официально усыновлён помощником командира 510-го гвардейского стрелкового полка, Михаилом Даниловичем Воробьёвым, на тот момент ещё бездетным и холостым. 
Серёжа Алёшков считается самым юным сыном полка в истории Великой Отечественной войны. В начале ноября 1942 года вместе с полком попал под Сталинград. Там он спас своего нового отца, под обстрелом позвав на помощь и приняв участие в откапывании заваленного блиндажа с командиром полка и несколькими офицерами. За это он приказом № 013 от 26 апреля 1943 года был награждён медалью «За боевые заслуги».
За время боевых действий Сергей Алёшков был несколько раз ранен и несколько раз оказывался в опасных для жизни ситуациях. В конце концов в 1944 году из Польши по требованию командарма Василия Чуйкова он был отправлен в Тульское суворовское военное училище, где оказался самым молодым воспитанником. Сергей увлекался спортом (получил разряды по боксу, самбо), но учился с трудом; после суворовского училища поступил в военное училище. Слабое здоровье, ранения давали о себе знать — по состоянию здоровья он был отчислен из военного училища, и получил юридическое образование в Харькове. Впоследствии уехал жить и работать в Челябинск, где к тому моменту жила его приёмная семья. Служил следователем прокуратуры, затем прокурором, а в последние годы юрисконсультом на Челябинском заводе оргстекла. Был дважды женат и разведён.
Сергей Андреевич Алёшков умер 1 февраля 1990 года от сердечного приступа на автобусной остановке по дороге на работу. Похоронен на Успенском кладбище в Челябинске.

## Награды
- Медаль «За боевые заслуги» (26.04.1943)
- Медаль «За победу над Германией в Великой Отечественной войне 1941—1945 гг.» (1945)
- Орден Отечественной войны I степени (06.11.1985)[9]

## В культуре
- 9 мая 2019 года состоялась премьера фильма «Солдатик» (роль Серёжи Алёшкова исполнил Андрей Андреев[англ.]).